# Parageron dimonicus
Parageron dimonicus är en tvåvingeart som beskrevs av Zaitzev 1996. Parageron dimonicus ingår i släktet Parageron och familjen svävflugor. Inga underarter finns listade i Catalogue of Life.